# Wupper
De Wupper is een rivier in Noordrijn-Westfalen, Duitsland, die als Wipper ontspringt bij Börlinghausen in het Bergische Land. De monding van de rivier is bij Leverkusen in de Rijn. De lengte van de Wupper is 113 km.
De Wupper/Wipper heeft de naam gegeven aan twee Duitse steden: Wuppertal en Wipperfürth.
De langste constructie boven de rivier de Wupper is de Wuppertaler Schwebebahn, die binnen de stad Wuppertal over een lengte van 10,6 kilometer de rivier volgt. Iets verder stroomafwaarts, tussen Solingen en Remscheid is de Müngstener Brücke, de hoogste spoorbrug van Duitsland, die de rivier op 107 meter hoogte kruist.

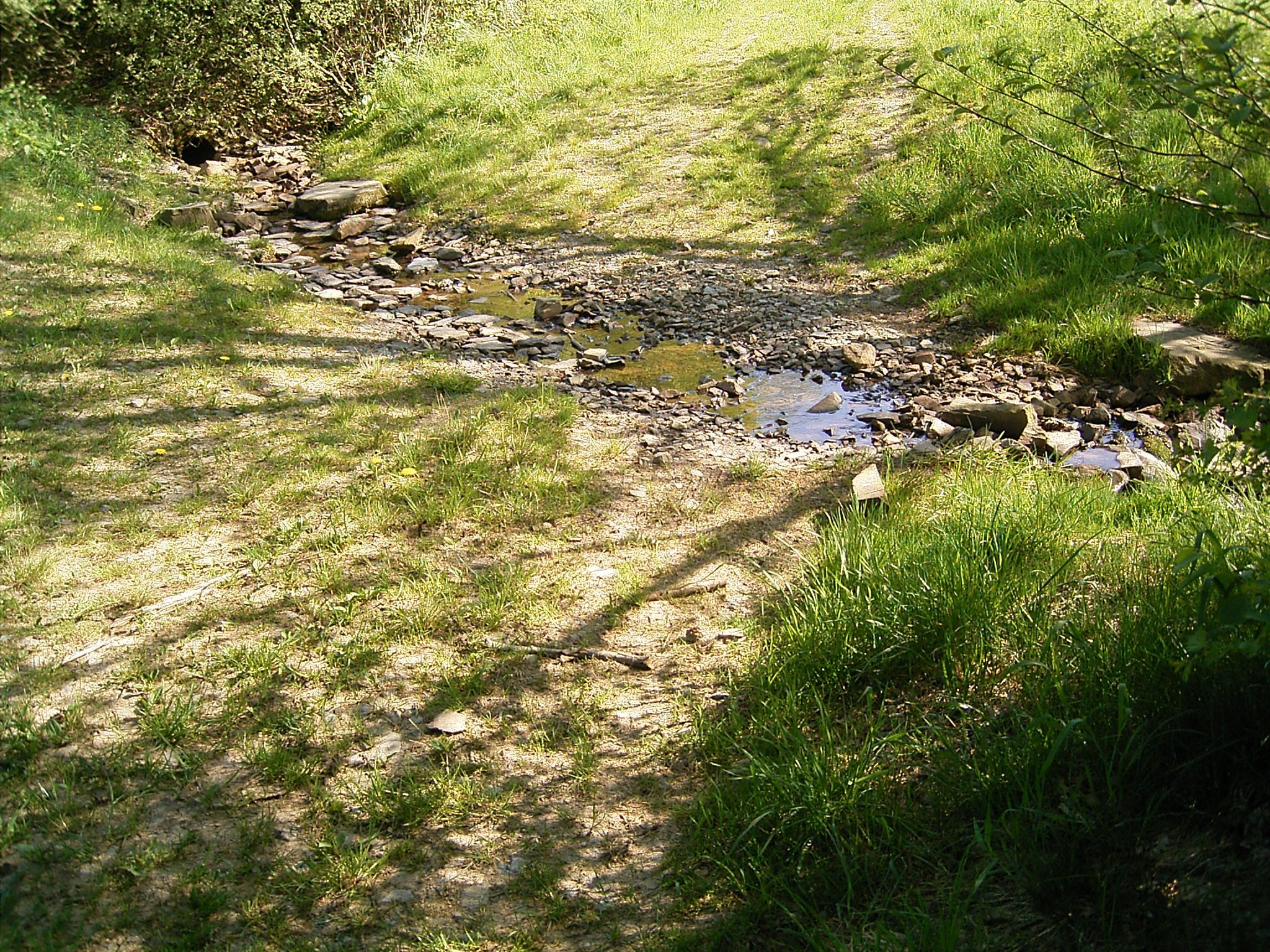
Bronnen van de Wipper bij Börlinghausen
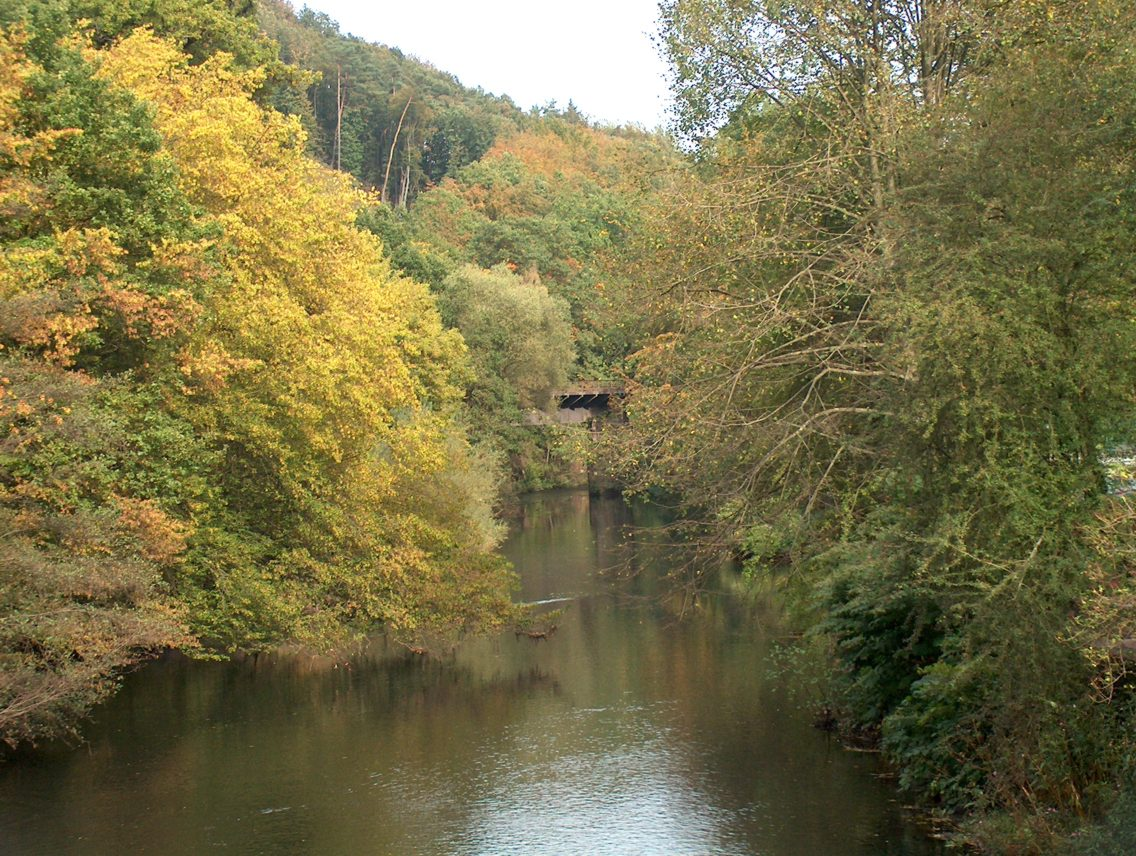
De Wupper bij Vogelsmühle
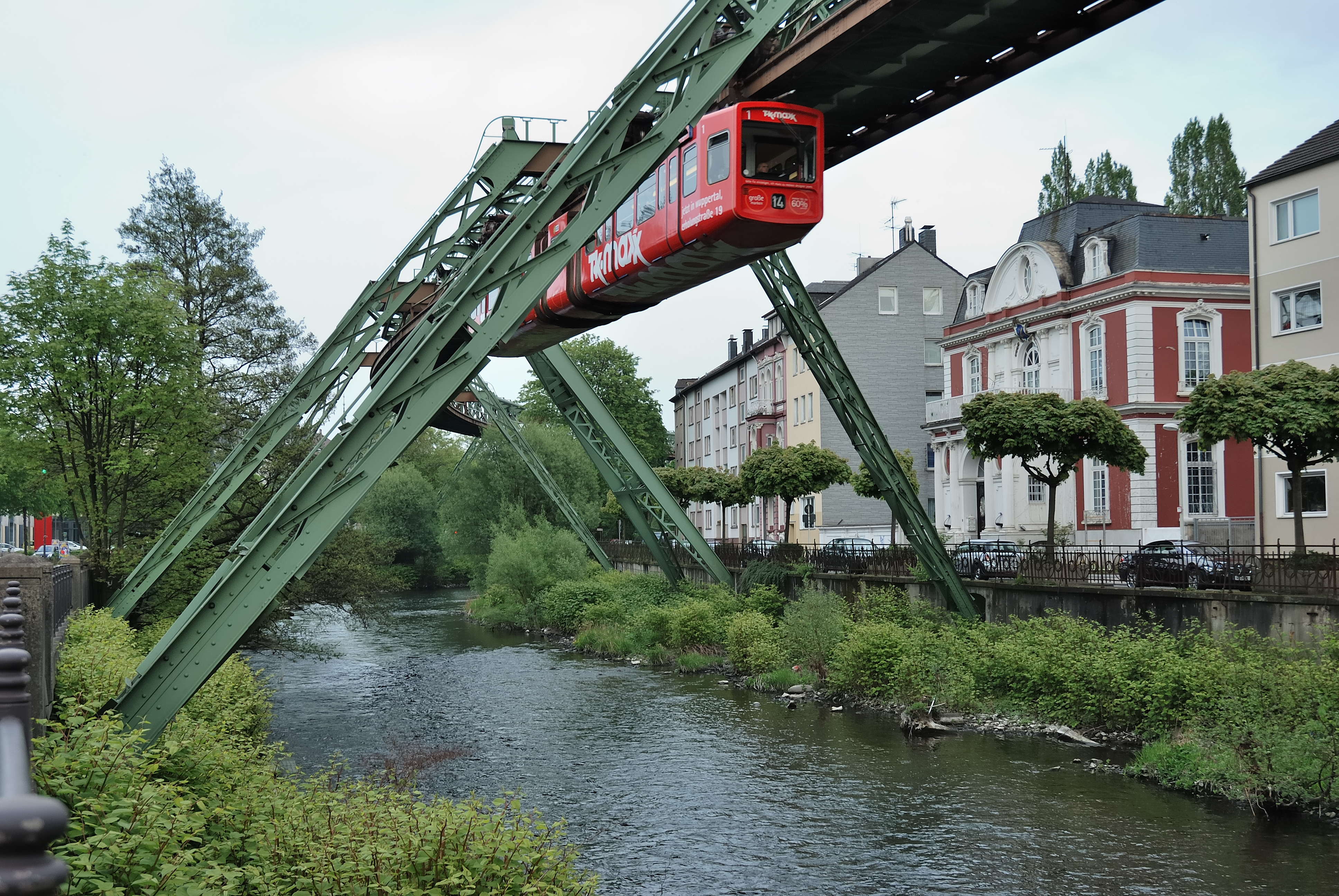
Wupper in Wuppertal met Schwebebahn
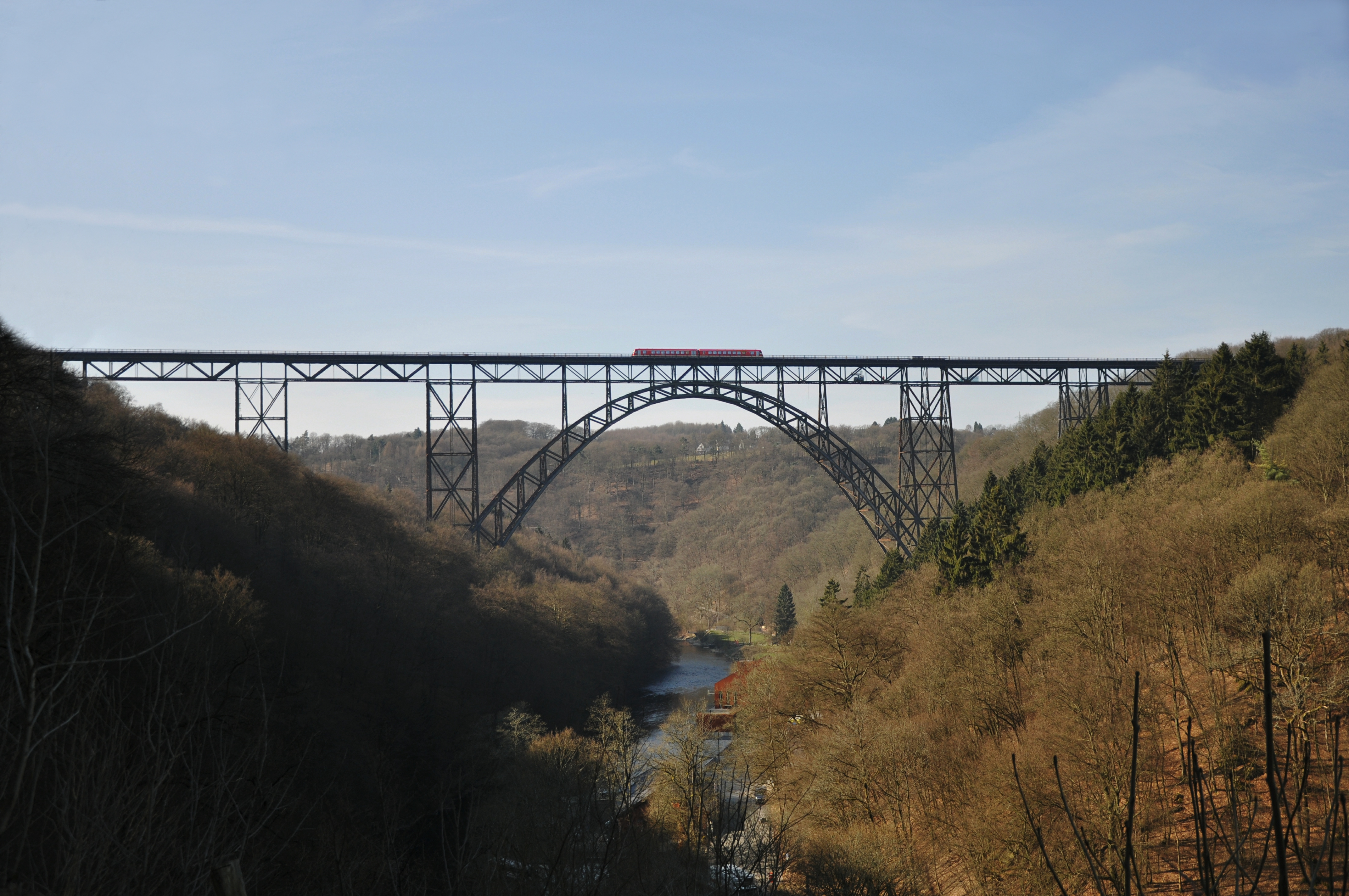
Müngstener Brücke bij Solingen
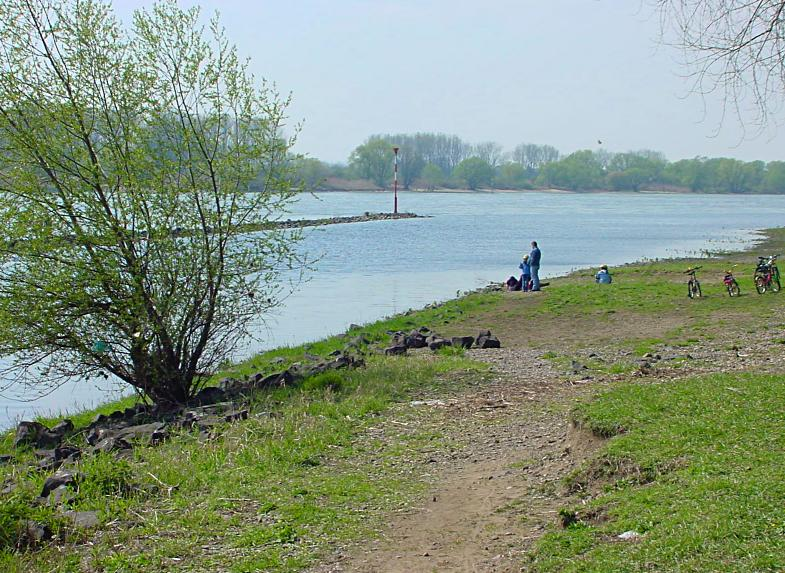
Samenvloeiing van de Wupper en de Rijn bij Leverkusen

- Gemeinsame Normdatei: 4067083-1
- Nationale Bibliotheek van Tsjechië: ge935652
- Virtual International Authority File: 247181460